# 반중력

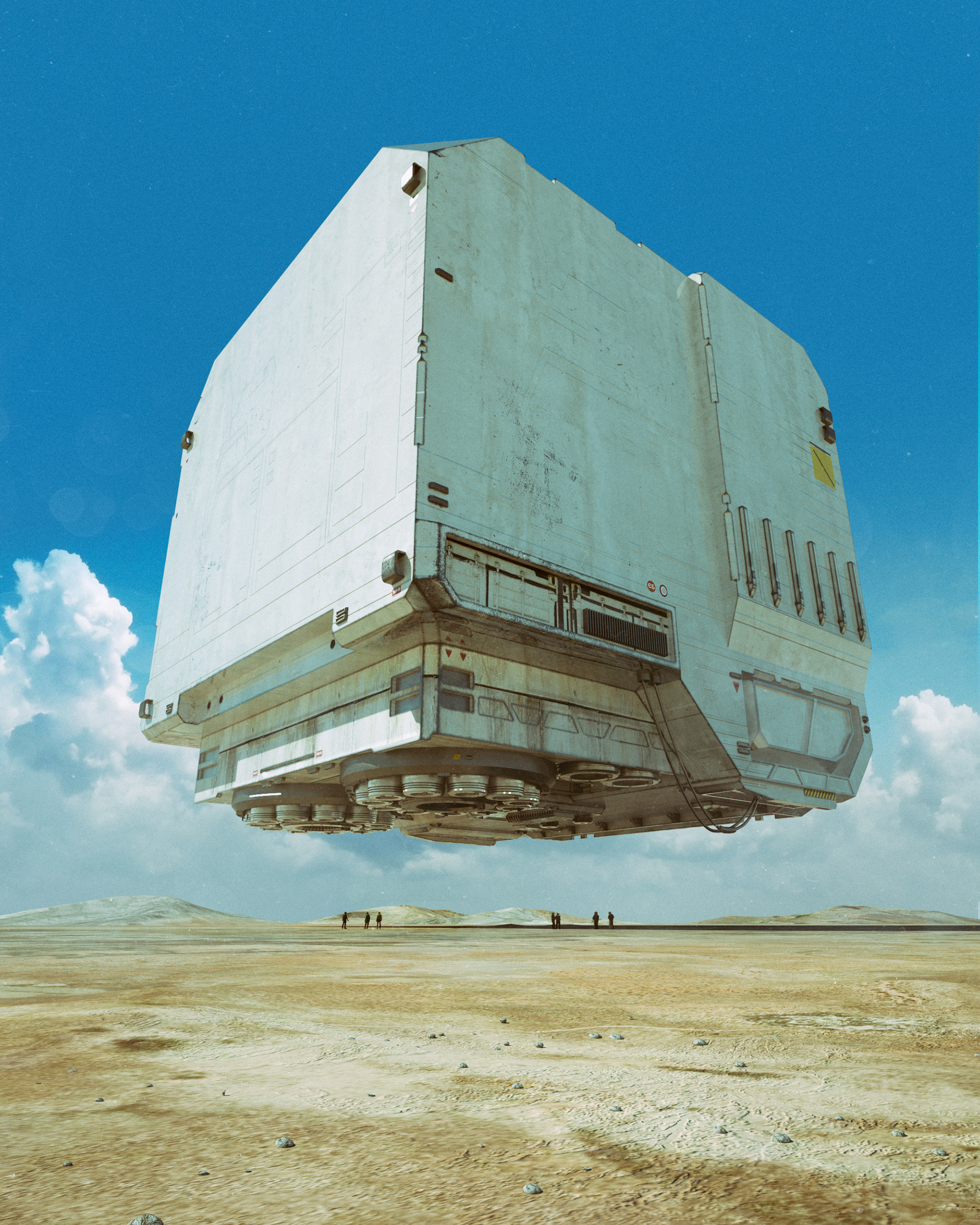

반중력(反重力, 영어: anti-gravity)은 중력으로부터 자유로운 물체 또는 장소가 만들어내는 가설이다.

## 개요
반중력은 다른 자연계의 반대되는 힘에 의해 중력이 무효화 되는 것을 말한다. 반중력은 기술적인 방법을 통하여 장소 또는 물체에 중력이 존재하지 않거나 적용되지 않도록 하는 방법을 뜻한다.
학자들은 반중력 장치가 있으면 시간여행이 가능하다고 한다.

## 역사
뉴턴의 만유인력 법칙에서 수학적으로 처음으로 정확하게 설명된 중력은 알 수 없는 방식에 의해 외부 힘을 전달하는 것이었다. 그러나 20세기 초 뉴턴의 중력이론 모델은 더 일반적이고 완벽하다고 알려진 일반상대성이론에 의해 대체되었다.
일반상대성이론에서의 중력은 전통적인 의미에서의 "힘"이 아니라, 우주 자체의 기하학의 결과이다. 이런 기하학상의 풀이방법은 항상 "끌어당기는 힘"을 낳는다. 따라서 일반상대성이론하에서는 애초에 존재하지 않거나 불가능하다고 여겨지는 인공적인 상황을 가정하지 않는 한에는 반중력은 실존하기 어려워 보인다.
한편 "반중력"이라는 용어는, 비록 실제로 중력에 반하는 힘은 아니지만, 일반상대성이론에 대한 특정한 풀이방법을 기반으로 반작용이 없도록 가정한 추진력을 일컫는 데에 사용되기도 한다.
현재 일반상대성이론을 보강하거나 대신하려는 매우 많은 이론이 있고, 이 과정에서 반중력과 연관된 주장들이 나타났다. 그러나 현재 일반적으로 인정된 물리적 이론들과의 일치 여부, 실험을 통한 입증 여부 등을 고려하면 학술적 의미의 반중력은 실제로 존재하지 않을 확률이 높은 것으로 알려져 있다.
다만, 우주가 팽창하는 힘을 반중력으로 규정하는 경우가 있다. 암흑에너지는 우주를 팽창 시키는 일종의 반중력이고, 암흑물질은 서로 중력으로 끌어당겨 이 팽창을 억제하는 브레이크와 같은 역할을 하며, 현재 암흑에너지가 더 많은 상태이기 때문에 우주가 팽창 상태에 있음이 밝혀졌다.

## 상상 속의 반중력

### 과학 소설
반중력은 과학 소설에서 자주 나오는 개념이며, 특히 우주선의 추진력에 사용되는 것으로 나온다. 그 개념은 H.G의 First Men in the Moon에서 "Cavorite"로 처음 확실하게 등장하였다. 그리고 그 이후로도 상상속의 기술로써 자주 나타나게 되었다.
아직 애니메이션에서나 등장하는 반중력 제어장치 라는 것이 있는데 이를 사용하게 되면 지구에서도 엄청난 크기의 추진체가 필요없이 최소한의 추진력만으로 지구 대기권밖으로 우주선을 보낼 수 있다는 설정이 나온다.

### 게임
PC용 게임 《요절복통 기계》(영어: The Incredible Machine)에서는 반중력 판이 게임 내에 등장한다. 반중력 판을 사용하면, 그 위를 지나가는 물체는 기존 중력처럼 아래로 떨어지는 것이 아니라, 중력과 동일한 가속도로 위로 상승한다.

### 만화
대한민국의 만화가 고유성은 1970년대에 만화 《로보트킹》을 통해 반중력장치를 선보였다.
실제 우주선은 지구탈출속도를 내기위해 엄청난추진력으로 총알처럼 지구를 빠져나가지만
애니메이션에 나오는 다양한 크기의 우주선은 천천히 우주로 나가는 모습을 볼 수 있는데 그것이 바로 반중력제어장치를 이용해서 우주선이 지구를 탈출하는 모습으로 자주 그려진다.

## 대중문화에서의 반중력
미국의 가수 마이클 잭슨이 공연 도중 중력을 무시하는 듯이 예리한 각도로 무대에 서있는 동작을 선보인 적이 있으며, 이를 소위 반중력 춤(영어: Anti-gravity lean)이라고 부른다. 실제로 마이클 잭슨이 이 춤과 관련된 장치를 직접 설계하고 특허 출원을 받은 적이 있다.

## 같이 보기
- 의사과학(유사과학)
- 공중부양
- UFO
- 탈출 속도
- 공전 속도